# Basterdhyacint
De basterdhyacint of kruishyacint (Hyacinthoides massartiana, synoniemen: Scilla ×massartiana) is een giftige, overblijvende plant uit de aspergefamilie (Asparagaceae). Het is een hybride van Hyacinthoides hispanica met Hyacinthoides non-scripta. De soort komt van nature voor in Europa en staat op de lijst van nieuwe planten in Nederland.
De plant wordt 15-50 cm hoog en heeft rechtopgaande stengels. Het breed lijnvormige en iets gootvormig blad is 5-15 mm breed.
De basterdhyacint bloeit met paarsblauwe of soms met witte of roze, klokvormige bloemen, die 12-20 mm lang zijn en naar één kant van de bloeiwijze hangen. De bloeiwijze is een tros.
De vrucht is een eivormige doosvrucht met dofzwarte, ronde zaden.

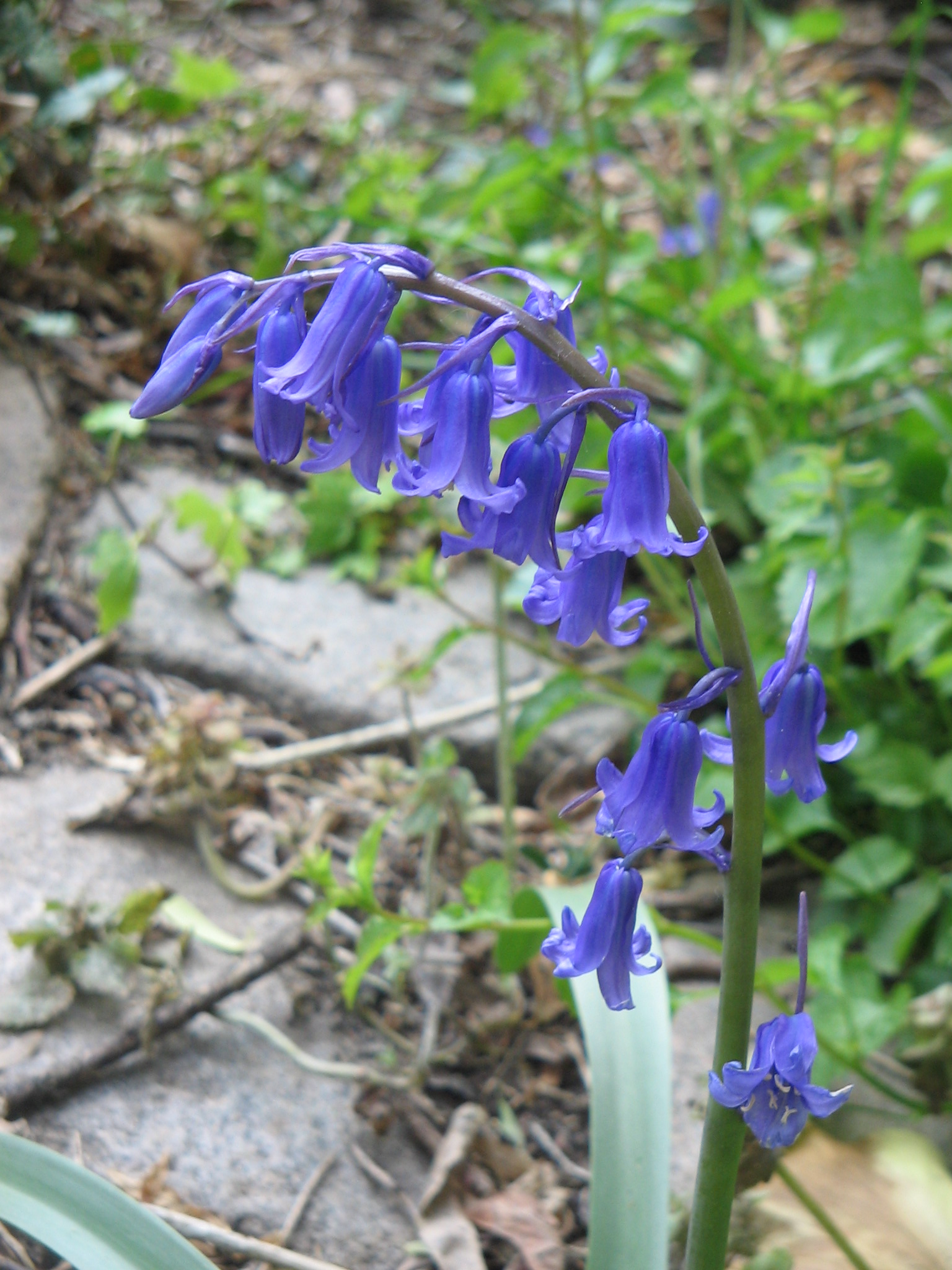
Bloeiwijze
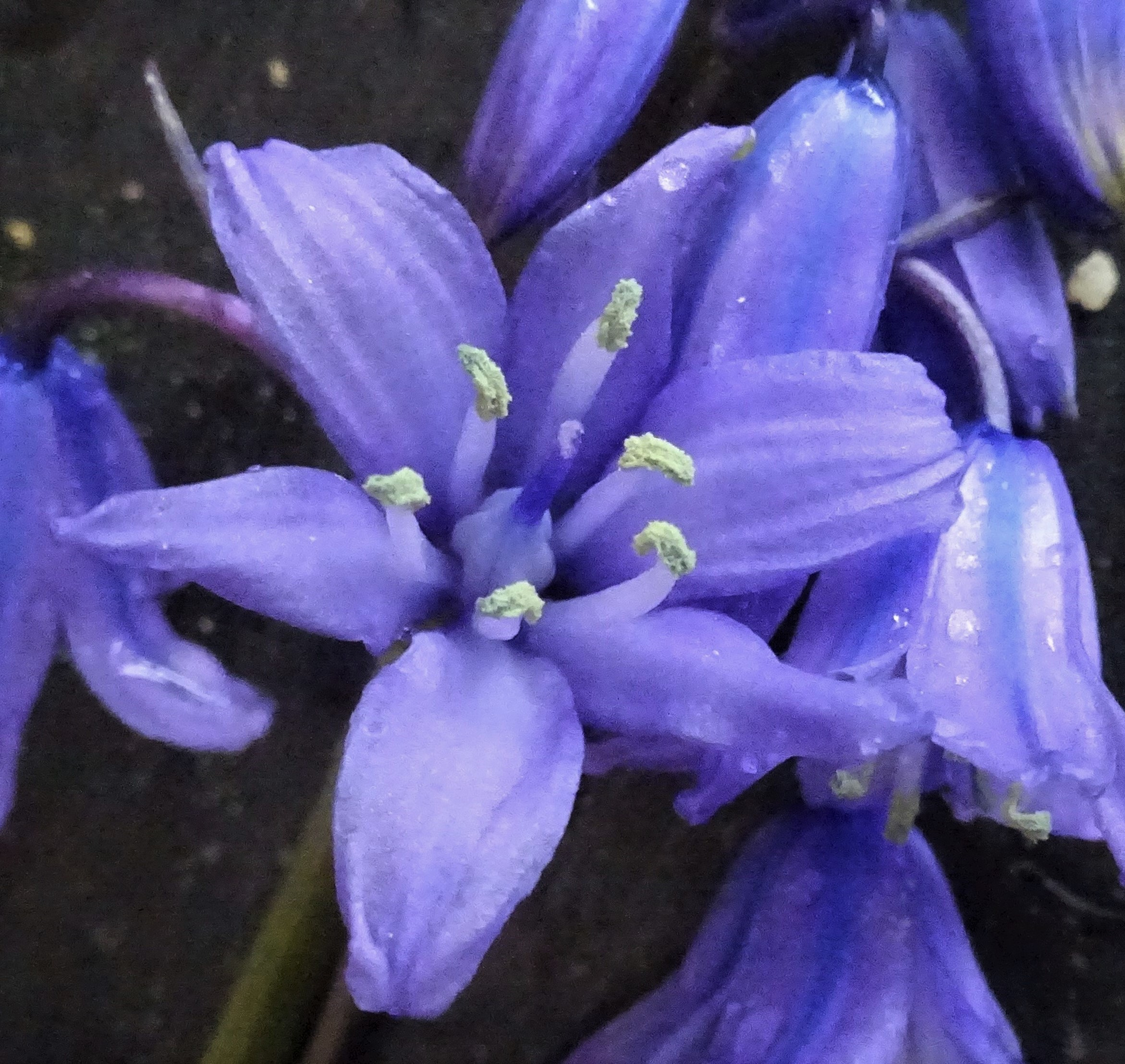
Bloem
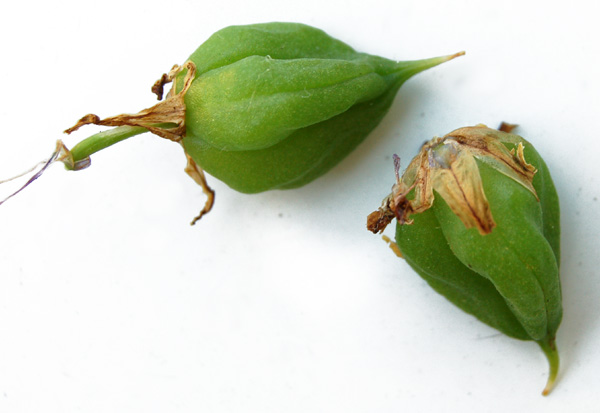
Vruchten